# カザフスタン共和国親衛隊
カザフスタン共和国親衛隊（Қазақстан Республикасының Республикалық ұланы）は、カザフスタン共和国軍の準軍隊の一つで、カザフスタン共和国の大統領の警護ならび儀仗を担当する軍事組織。

## 歴史
1992年3月16日、「カザフスタン共和国共和国親衛隊の設立に関する」大統領令が公布され、同年5月、カザフスタン国内軍の作戦旅団に基づき、共和国親衛旅団が創設された。旅団は、アルマトイ州カスケレン地区「クラースヌイ・ヴォストーク」町に配置され、国家防衛委員会（後のカザフスタン国防省）参謀長セイルベク・アルティンベコフ少将が司令官代行を務めた。
- 1992年12月30日 - 大統領官邸の24時間警備に就く。
- 1993年2月22日 - 国旗と国章の24時間警備に就く。
- 1993年春 - 名誉警衛隊用の制服制定（それまでは、クレムリン連隊のものを使用）
- 1994年7月16日 - 儀仗大隊が独立部隊となる。
- 1995年12月 - 「共和国親衛隊法」と「共和国親衛隊規程」成立
- 1997年10月 - 新首都アスタナに移動
- 2001年7月11日 - 第1連隊と第2連隊に軍旗授与
- 2004年8月 - 新しい「共和国親衛隊規程」承認

## 編成
- 共和国親衛隊司令官局（軍部隊0110）
- 第1連隊（軍部隊0111） - アルマトイ
- 第2連隊（軍部隊0112） - アスタナ
- 独立儀仗大隊（軍部隊0113） - 大統領軍楽隊を含む。
- 独立物資・機材補給大隊（軍部隊0114）
- 独立教育大隊（軍部隊0115）
- 軍事病院（軍部隊0116）

## 歴代司令官
| 職名   | 氏名                         | 階級 | 在任期間              | 出身校                             | 前職               |
| ------ | ---------------------------- | ---- | --------------------- | ---------------------------------- | ------------------ |
| 司令官 | セイルベク・アルティンベコフ | 少将 | 1992.10.14-           |                                    |                    |
| 司令官 | トゥレゲン・ウムベトバエフ   | 少将 | 1993.7.21-1995.11.9   |                                    |                    |
| 司令官 | サート・トクパクバエフ       | 大将 | 1995.12-1999.10.13    | カザフ国立大学                     | 大統領警護庁長官   |
| 司令官 | ボラート・イスカコフ         | 少将 | 1999.12.14-2000.12.19 | ソ連内務省カラガンダ高等学校       | 内務省法律大学校長 |
| 司令官 | ブラート・ジャナサエフ       | 少将 | 2001.3.14-2002.1.31   | アルマ・アタ高等諸兵科共通指揮学校 | 国内軍第一副司令官 |
| 司令官 | ボラート・イスカコフ         | 少将 | 2002.1.31-2006.1      | ソ連内務省カラガンダ高等学校       | 内務相             |
| 司令官 | アバイ・タスブラートフ       | 中将 | 2006.1.23-            | アルマ・アタ高等諸兵科共通指揮学校 | 国防次官           |